# Elche de la Sierra
Pour les articles homonymes, voir Elche.
Elche de la Sierra est une commune d'Espagne de la province d'Albacete dans la communauté autonome de Castille-La Manche. Elle compte 3 901 habitants (2013) selon l'INE.

## Géographie
Cette commune comprend les hameaux de Fuente del Taif, Horno Ciego, Peñarrubia, Peralta, Vicorto, Villares, Gallego, Derramadero, et Puerto del Pino.

## Histoire
Cette commune fut une enclave très importante à l'époque romaine. On est presque sûr que Elche de la Sierra avait le titre de municipe romain car il existe une inscription commémorative  (CIL 3538) pour la construction ou la réparation d'une curie romaine, faite par Gallio Fusciano. Pour cette raison, la cité aurait été un des municipes les plus importants de la province d'Albacete avec Libisosa ou Illinium.[réf. nécessaire]
Cette cité pourrait correspondre à l'ancienne Helikê devant laquelle fut tué le chef Carthaginois Hamilcar Barca, père de Hannibal. Cette théorie n'a cependant pas été confirmée,.
Elche de la Sierra était un hameau d'Alcaraz jusqu'en 1565, date à partir de laquelle le bourg passa sous la juridiction d'Ayna. Au XVIIIe siècle, toujours sous la dépendance d'Ayna, Elche construisit son église, toujours en place.
Lors de la guerre d'indépendance espagnole, la Troisième Armée de La Mancha la prit comme base d'opération[réf. nécessaire]. Après la guerre d'indépendance espagnole, les autorités l'ont déclarée ville, en accord avec l'article 310 de la Constitution de Cádiz de 1812 et aussi le décret CLXIII, 23 mai 1812, de « Formation des Maires Constitutionnels » tout en gardant son nom.
Vers 1820, cette commune avait 2 267 habitants.

## Démographie
| Année      | 1900  | 1910  | 1920  | 1930  | 1940  | 1950  | 1960  | 1970  | 1981  | 1991  | 2001  | 2005  | 2011  | 2013  |
| Population | 4 027 | 4 584 | 4 627 | 5 988 | 6 860 | 7 463 | 5 946 | 5 007 | 3 966 | 3 893 | 3 617 | 3 478 | 3 951 | 3 901 |

Cette commune a subi une forte perte de population jusqu'aux ans 1980.

## Administration
| Période                                  | Période | Identité | Étiquette | Qualité |
| ---------------------------------------- | ------- | -------- | --------- | ------- |
|                                          |         |          |           |         |
| Les données manquantes sont à compléter. |         |          |           |         |

## Culture

### Fêtes et traditions
Fêtes de Septembre
Les fêtes les plus importants ont lieu du 15 au 19 septembre, et se composent des enclerclements des taureaux dans la ville. Les taureaux restent dans le stylo Colorao (anciennement dans la Arenalejo) jusqu'au jour 15. Il est d'usage pour les villageois s'approcher au corral pour les voir. La libération des taureaux (2 par jour) se produit le matin, et ils sont poussés jusqu'au village pour plaisir des résidents (11 à 13 heures du matin). Une fois renfermés, les gens vont manger et plus tard re-libérer les taureaux, mais cette fois-ci un par un. À la suite de la libération de chaque animal individuellement, ceux-ci sont sacrifiés mais pas à la vue public comme il avait coutume auparavant.[réf. nécessaire]
San Blas
Le 3 février, une fête honore le saint patron de la ville "San Blas".
Jour du Christ
La nuit précédant le jour de Christ (Corpus Christi) les villageois créent des portraits personnalités religieuses avec de la sciure de bois. Ce spectacle a été déclaré d'Intérêt Touristique National en 2014.[réf. nécessaire]